# Бержанов, Картбай Бекемович
Картбай Бекемович Бержанов (20 декабря 1924, Сайкудук, Акжаикский район Западно-Казахстанской области — 23 февраля 1975, Алматы) — казахский советский ученый, доктор педагогических наук (1965), профессор (1967).

## Биография
Картбай Бекемович Бержанов родился 20 декабря 1924 года в с. Сайкудук, Акжаикского района Западно-Казахстанской области. В 1947 году окончил КазПИ (1947).
Работал преподавателем, доцентом (1947—1955), затем проректором КазЖенПИ (1955—1975), заведующим отделом образования Алматинской области, заведующим кафедрой в КазГУ.
Картбай Бекемович — автор первого учебника для студентов вузов на казахском языке «История педагогики». Основное направление научно-исследовательских работ Бержанова — учебно-просветительское дело в дореволюционном Казахстане и общественная, культурно-просветительская деятельность учителей Казахстана в советский период (1917—1941).

## Сочинения
- Тарихи-педагогикалық зерттеу. А.. 1965;
- Тәрбие мен оқытудың біpлігі. А., 1974.